# Michel Magras
Pour les articles homonymes, voir Magras.
Michel Magras, né le 6 janvier 1954 à Saint-Barthélemy, est un homme politique français, sénateur français élu à Saint-Barthélemy sous l'étiquette UMP.

## Biographie
Professeur de sciences de la vie et de la Terre de profession, il est conseiller général de la Guadeloupe de 1998 à 2007, vice-président du conseil territorial de Saint-Barthélemy de 2007 à 2017, et ancien adjoint au maire de Saint-Barthélemy.
À l'issue de l’élection sénatoriale de 2008, il est élu sénateur dans la circonscription de Saint-Barthélemy, créée en 2007 et pourvue pour la première fois lors de ces élections. Il est réélu en 2014. Il siège au sein du groupe UMP puis LR et est membre de la commission des Affaires économiques. De 2014 à 2020, il préside la délégation sénatoriale aux outre-mer.
Pour la primaire présidentielle des Républicains de 2016, il soutient Alain Juppé.
Il ne se brigue pas un troisième mandat à l’occasion de l’élection sénatoriale de 2020, qui voit la victoire de sa candidate, Micheline Jacques.

## Distinctions
- 2022 :  Chevalier de la Légion d'honneur[6]